# Florin
Florin, fiorino d'oro var ett italienskt guldmynt, präglat i Florens från 1252 med en vikt av 3,537 gram nästan rent guld.
Åtsidan visade Johannes Döparens bild, frånsidan en lilja. Florinerna blev snart föremål för omfattande efterbildningar i Syd- och Mellaneuropa, varur framgick nya nominaler under olika namn såsom Dukat, Goldgulden, Gyllen, Rhensk gyllen, Ungersk gyllen och Zecchino. Den ungerska forinten har sina rötter ur florinen.
Florin var även namnet på ett silvermynt i Storbritannien, präglat från 1848, motsvarande 2 shilling. Floriner ingick även i Sydafrikanska unionens och Brittiska Västafrikas myntsystem. 
Florin var även en alternativ benämning på Nederländska Gulden.